# Nándor Hidegkuti
Nándor Hidegkuti (3. března 1922, Budapešť - 14. února 2002, Budapešť) byl maďarský fotbalista. Hrával na pozici útočníka či záložníka.
S maďarskou fotbalovou reprezentací vybojoval stříbrnou medaili na mistrovství světa roku 1954., na tomto turnaji byl též zařazen do all-stars týmu. Získal rovněž zlatou medaili na fotbalovém turnaji letních olympijských her v Helsinkách roku 1952. Hrál též na světovém šampionátu roku 1958.. Maďarsko reprezentoval v 69 zápasech, v nichž vstřelil 39 branek.
S MTK Budapešť se stal třikrát maďarským mistrem (1951, 1953, 1958).
Italský list Guerin Sportivo ho vyhlásil 49. nejlepším fotbalistou 20. století.
Po skončení hráčské kariéry se stal trenérem. S Fiorentinou v sezóně 1960/61 vyhrál Pohár vítězů pohárů.